# Anneissia bennetti
Anneissia bennetti (лат.) — вид морских лилий рода Anneissia из семейства Antedonidae (Comatulidae, Crinoidea). Встречается на мелководье в Индо-Тихоокеанском регионе между северной Австралией и Юго-Восточной Азией.

## Внешний вид и строение
Один из самых крупных видов Comatulidae, вырастает до 30 см. Фильтратор, кормится, улавливает частицы пищи, взвешенные в толще воды. Он делает это с помощью 31-120 перистых рук, обычно поднятых вверх. Питается детритом, фитопланктоном и зоопланктоном. Руки имеют многочисленные пальцеобразные придатки, известные как перышки, чтобы увеличить площадь поверхности, на которой может задерживаться пища. Рот находится на верхней стороне большого толстого тела. К телу прикреплено множество длинных крепких усиков (3-4,5 см). Эти усики используются для удержания субстрата в начале их жизни, после того как личинки оседают из толщи воды. Они начинают свою жизнь прикрепленными к стеблю, удерживаются на субстрате с помощью усиков, а повзрослев, могут сломать стебель и стать свободноживущими. Однако, перейдя к подвижной жизни, они все равно используют эти усики, чтобы подняться повыше и занять лучшее положение для ловли пищи. Поскольку эти усики очень длинные и крепкие, по позе A. bennetti можно легко отличить его от других подобных видов. Активен в течение дня, в отличие от многих других видов морских лилий. Цвет этого вида весьма изменчив: от желтого до коричневого и фиолетового. Кончики перышек часто окрашены ярче, чем руки и тело.

## Распространение и среда обитания
Широко распространен в Индийском и Тихом океанах, от Бенгальского залива и Мальдив до Маршалловых островов и от Китая до Австралии, Бали и Индонезии. Чаще всего он встречается на глубине от 5 до 25 метров, но есть менее распространенная глубоководная разновидность, обитающая на глубине от 15 до 45 метров. Предпочитает обитать на открытых головках кораллов и является реофилом, то есть предпочитает жить там, где более сильное течение. Такое расположение гарантирует, что мимо морской лилии проплывет больше еды.

## Биология и симбиоз
Anneissia bennetti раздельнополые, то есть имеются особи как женского, так и мужского пола. Размножение происходит, когда некоторые из перышек лопаются, высвобождая гаметы в толщу воды. Сперма оплодотворяет яйца, из которых вылупляются свободно плавающие личинки. Эти личинки плавают несколько дней, а затем оседают на субстрвт, где начинают формировать стебель и расти.
Было замечено, что Anneissia bennetti имеет симбиотические отношения с различными видами многощетинковых червей. Эти отношения были описаны как комменсальные, что означает, что многощетинковые черви получают большую пользу от морской лилии, поскольку она обеспечивает убежище, защиту и пищу, а отрицательное воздействие на Anneissia bennetti практически отсутствует или практически отсутствует. Особи видов Hololepidella laingensis и Paradyte crinoidicola были обнаружены на Anneissia bennetti в Папуа-Новой Гвинее, в среднем по 2-4 червя на одну звезду, поскольку конкуренция между этими червями жесткая. Во Вьетнаме эти лилии были обнаружены в общей сложности с 11 видами симбионтов только у 18 особей, это означает, что они служат отличным укрытием для более мелких животных, ищущих защиту и пищу.